# L’Isle Joyeuse
Claude Debussys Einzelstück L'Isle Joyeuse gehört zu den berühmtesten Klavierwerken des französischen Komponisten und ist eines der populärsten Werke des Impressionismus. Das monumentale Stück, welches 1904 etwa zugleich mit den Estampes erschien, vertritt in klar ausformulierter Weise die Thematik des dionysischen Taumels, des grellen Tages und der gleißenden Sonnenglut. Es ist Ausdruck ekstatisch-orgiastischer Hochstimmung in einer antiken Traum- und Ideallandschaft. In der Komposition spielt der lydische Modus eine entscheidende Rolle, dem die alten Griechen sinnliche Ausstrahlung zuschrieben. Von der pianistischen Seite dieses bei Virtuosen äußerst beliebten Stückes meinte Debussy selbst: "Mon dieu, wie ist das schwer zu spielen, dieses Stück vereinigt in sich, wie es mir scheinen will, alle Arten mit dem Klavier umzugehen, denn es verbindet Kraft und Anmut, wenn ich so sagen darf..." Hierbei spürt man die Genugtuung des Autors, einmal ein wirklich "schweres" Stück vorgelegt zu haben.

## Entstehungsgeschichte

Einschiffung nach Kythera, 1717/18, Berliner Fassung des Sujets; Schloss Charlottenburg, Berlin

Debussy schrieb das virtuose und technisch relativ schwere Stück schon 1903. Angeregt wurde es wahrscheinlich durch ein Bild des französischen Malers Antoine Watteau (1684–1721), das den Titel L'Embarquement de Cythere (Einschiffung nach Kythera, einer griechischen Insel, die in der Mythologie als Insel des Glücks und der sinnlichen Erfüllung galt) trägt. Im Sommer 1904 arbeitete er es bei einem Aufenthalt in Jersey jedoch völlig um. Der Titel L'Isle joyeuse kann somit auch als Anspielung auf die Insel Jersey verstanden werden, da es sich bei ihr einerseits um die sonnenreichste aller britischen Inseln handelt, welche unter anderem für ihre ausgedehnten Strände berühmt ist, andererseits diente sie Debussy als Refugium, als er mit Emma Bardac aus Paris geflohen war. Das Stück wird daher immer wieder in Verbindung mit seiner damals begonnenen Beziehung zu der Bankiersfrau gebracht. Auffallend ist auf jeden Fall, dass er statt des französischen Wortes für Insel, "île", das englische Wort "isle" im Titel verwendet.
Im selben Jahr, 1904, wurde "L'isle joyeuse" zusammen mit einem weiteren monumentalen Einzelstück, den Masques, bei Durand veröffentlicht.

## Aufbau und Analyse
Im Gegensatz zu den Masques leuchtet hier der volle Tag und es strahlt die Kraft eines gesteigerten Lebensgefühls. Die Komposition wurde zwar durch das Bild L'Embarquement de Cythere angeregt, doch geht das Stück noch weit über das Gemälde hinaus.
"Der Anfang wird durch eine aus dem lydischen Triller entspringende Arabesken-Kette mit der Vortragsbezeichnung quasi una cadenza (einer Kadenz gleich) gebildet. Es folgt ein präludierendes Gepräge Modéré et très souple (Gemäßigt und sehr anmutig) das sich beinahe ganz über dem Orgelpunkt A ausspinnt; melodisch wird es hauptsächlich durch Triolengirlanden und einen unbestimmt wiegenden Kontrapunkt Un peu en dehors (Ein bisschen nach außen) gekennzeichnet. Im Folgenden (ab Takt 28) setzt sich die Triolenbewegung in einem 3/8-Takt fort, verbunden mit chromatischen Fortschreitungen von bezaubernder Anmut. Dieser ausgesprochene Entwicklungsstil erreicht seinen Höhepunkt in der Wiederaufnahme der Trillerkette (Takt 52) und leitet über zu einer breit ausladenden lydischen Kantilene (Takt 67) im 3/8-Takt molto rubato (sehr frei). Mit a tempo (im Tempo) beginnt eine Art Durchführung, worin sich kadenzhaft auf- und absteigende Arpeggien mit Bruchstücken der vorangegangenen Bewegungselemente verbinden. Ab Takt 145 poco a poco animé (allmählich lebendig) erfolgt eine Wiederaufnahme der im ersten Hauptteil angeschlagenen Motive, versetzt nach C. Mit plus animé (lebhafter) in Takt 160 wird die Haupttonart A-dur wieder erreicht. In einer Ganztonpassage in forte (laut) Takt 182-185 gipfelt diese Entwicklung. Ein neuer Bewegungssatz pianissimo (sehr leise) Takt 186-199 über dem Orgelpunkt Gis führt zum Coda-Motiv, das rhythmisch an Chabrier, harmonisch an Mussorgski anklingt. Der neue, stürmisch bewegte Rhythmus tritt mit un peu cédé (ein bisschen nachgegeben) Takt 220 als Kontrapunkt der lydischen Kantilene gegenüber. In rascher Steigerung entfaltet sich ein dionysischer Bewegungsrausch, der in die hellglitzernden Trillerarabesken des Beginns einmündet (Takt 244). Ein lydischer Akkordtriller bildet den virtuosen Abschluss des Stückes. " – W. Danckert